# Trelde

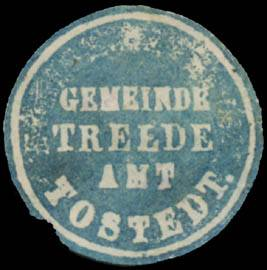
Siegelmarke Gemeinde Trelde Amt Tostedt (zwischen 1850 und 1923)

Trelde ist ein Stadtteil (Ortschaft) der Stadt Buchholz in der Nordheide im niedersächsischen Landkreis Harburg bei Hamburg. Seit der Gebietsreform 1972 ist die ehemals selbstständige Gemeinde Trelde eine Ortschaft der Stadt Buchholz.

## Lage
Die Ortschaft Trelde liegt in einem Tal zwischen der B 3 und der B 75 und ist somit verkehrlich gut an die Bundesautobahn 1 Hamburg–Bremen angebunden. Trelde grenzt im Norden an Wenzendorf, im Osten an den Buchholzer Ortsteil Steinbeck, im Süden an den Ortsteil Sprötze sowie im Westen an Kakenstorf und Drestedt.
Durch das im Jahr 1996 fertiggestellte Windrad zur Herstellung von umweltfreundlicher Elektroenergie sowie den Funkturm ist Trelde aus der Ferne gut zu erkennen.

## Gemeindegliederung
Die Ortschaft Trelde besteht wiederum aus zwei Ortsteilen:
- Ortsteil Trelde mit der Siedlung Trelder Berg
- Ortsteil Suerhop (Aussprache = Su-erhop, d. h. wird mit langgezogenem Vokal (Dehnungs-e) und nicht mit Umlaut ausgesprochen.)

## Geschichte

### Die Vierdörfer
Bis zum Jahr 1900 bildeten die Gemeinden Kakenstorf, Drestedt, Trelde und Sprötze die Gemeinde Die Vierdörfer. Kakenstorf und Drestedt sind heute eigenständige Gemeinden, Trelde und Sprötze wurden am 1. Juli 1972 in die Stadt Buchholz in der Nordheide eingegliedert.

### Zweiter Weltkrieg
Unter dem in der Nähe liegenden Trelder Berg, an der Kreuzung der B 3 und der B 75 befand sich im Zweiten Weltkrieg ein als Flugabwehrstellung getarntes Entwicklungslabor für Radargeräte. Alle zugehörigen Einrichtungen befanden sich in einer ausgedehnten und tief gelegenen Bunkeranlage. Über einen Flugplatz in Wenzendorf war das Entwicklungslabor deutschlandweit angebunden.
Gegen Ende des Zweiten Weltkrieges wurde die Anlage an der Oberfläche bei einem Bombenangriff stark beschädigt. Jedoch blieben bei dem Bombenangriff die Vorräte an Lebensmitteln und die Telefonleitung zu den Eingeschlossenen unversehrt. Nach rund 14 Tagen konnten die in dem Bunker eingeschlossenen Personen befreit werden. Die Anlage wurde nach dem Bombenangriff nicht wiederhergestellt. In den umliegenden Dörfern erzählte man, es seien Arbeiter beim Graben eines Brunnens verschüttet worden.

## Politik

### Ortsrat
Trelde verfügt über einen Ortsrat. Dieser wird zu allen wesentlichen Veränderungen in der Ortschaft gehört, hat jedoch nur innerhalb seines eigenen kleinen Etats Entscheidungsgewalt. Für alle grundlegenden Entscheidungen ist der Buchholzer Stadtrat zuständig.
Der Ortsrat besteht derzeit aus neun Mitgliedern (Stand: September 2021):
- Buchholzer Liste (BL): 4 Sitze
- CDU: 2 Sitze
- SPD: 1 Sitz
- Grüne: 1 Sitz
- FDP: 1 Sitz

### Ortsbürgermeisterin
Ortsbürgermeisterin ist Imme-Janne Schoof (Buchholzer Liste, BL). Astrid Albers-Pestke (CDU) ist die stellvertretende Ortsbürgermeisterin.
Die Wahlperiode beträgt regelmäßig fünf Jahre und dauert damit voraussichtlich bis 2026 an.

## Bildung, Kultur und Sport

### Bildung

#### Grundschule
In Trelde gibt es eine Grundschule. Aufgrund geringer Schülerzahlen wurde diese zum Schuljahr 2005/2006 mit der Grundschule Sprötze organisatorisch zusammengeführt. Der Standort Trelde stellt dabei gleichzeitig die schulische Versorgung für Kinder aus den Nachbargemeinden Kakenstorf mit Bötersheim und Drestedt her. Die nächste Kindertagesstätte befindet sich in Sprötze.

#### Schulzentrum II
Auf dem Gebiet der Gemarkung Trelde befindet sich die Kindertagesstätte Zipfelmützen, sowie das Buchholzer Schulzentrum II Sprötzer Weg. Es beherbergt das Gymnasium am Kattenberge (GAK), die Realschule am Kattenberge, die Berufsbildende Schule Buchholz sowie die bundesweit einzigartige Einrichtung Zukunftswerkstatt. Dies ist eine außerschulische Bildungs- und Freizeiteinrichtung, die allen Schülern im Landkreis Harburg offen steht und das Interesse und Wissen der Kinder und Jugendlichen an naturwissenschaftlichen, technischen, IT und mathematischen Themen (sogenannte MINT-Fächer) durch verschiedene Angebote, insbesondere in der Forschung, stärken soll.

### Vereine
In Trelde gibt es den „Schützenverein Trelde“ sowie zusammen mit Sprötze die Fußballspielgemeinschaft „SG Estetal“. An der Grundschule besteht ein Fußballplatz. Außerdem gibt es den „SV Trelde-Kakenstorf“, der unter anderem Tennissport und Jugendfußball anbietet.

### Feuerwehr

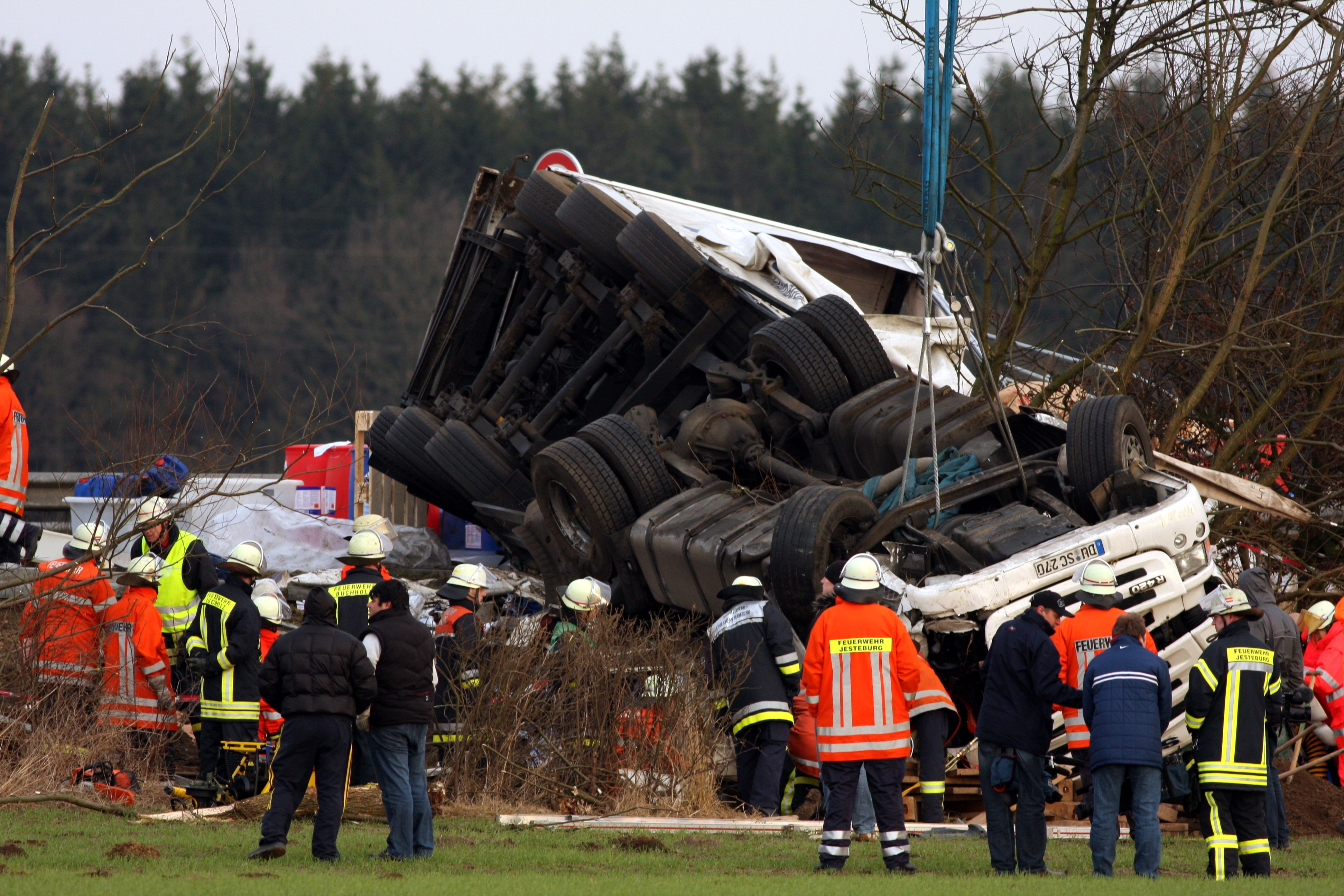
Einsatz der FF Trelde bei der Bergung eines verunglückten Gefahrguttransporters auf der A1 Bremen-Hamburg zw. AS Dibbersen und Hittfeld 2008.

In Trelde gibt es einen Standort der Freiwilligen Feuerwehr (FF) Buchholz. Hierbei ist die Trelder Feuerwehr besonders für Unfälle mit Gefährlichen Stoffen ausgebildet und ausgerüstet. Circa 70 Bürger engagieren sich hier ehrenamtlich. Auch gibt es eine Jugendfeuerwehr. Die Feuerwehr stellt eine wichtige soziale Säule im Dorfleben dar und stellt unterschiedliche Veranstaltungen auf die Beine.

## Wirtschaft und Verkehr

### Verkehr
Im Norden des Ortsgebiets verläuft die Bundesstraße 75 in Ost-West-Richtung zwischen Hamburg und Bremen, im Osten die Bundesstraße 3 von Nord nach Süd zwischen Buxtehude und Soltau. Hierüber ist die Bundesautobahn 1 schnell zu erreichen. Weitere Kreis- und Gemeindestraßen vervollständigen Treldes außergewöhnlich gute verkehrstechnische Anbindung. In alle Richtungen sind außerdem gut ausgebaute Fuß- und Radwege vorhanden.
In Trelde gab es zudem einen Bahnhof an der Bahnstrecke Bremerhaven-Wulsdorf–Buchholz, auf der allerdings 1968 der Personenverkehr eingestellt wurde. Nach der Stilllegung der Strecke wurde Trasse zu einem Fuß- und Radweg umgestaltet. Der alte Bahndamm und die Straßenbezeichnung Alte Bahnhofstraße erinnern noch an die Eisenbahn. Der nächstgelegene Bahnhof befindet sich aktuell einige Kilometer entfernt in Sprötze. Trelde liegt im Gebiet des Hamburger Verkehrsverbund und wird über mehrere Regionalbuslinien der KVG an umliegende Orte angebunden.

### Wirtschaft
Im alten Dorf von Trelde gibt es kaum wirtschaftliche Strukturen. Lediglich ein bekanntes Gasthaus sowie wenige kleine Betriebe sind vorhanden. Viele Anwohner pendeln zum Arbeiten nach Buchholz oder Hamburg.
Abseits des Ortes, an der Kreuzung der beiden Bundesstraßen, dem Trelder Berg, wurde seit 2008 das große Gewerbegebiet Trelder Berg entwickelt. Unterschiedlichste Unternehmen haben sich hier angesiedelt. Unter anderem eine Biogasanlage, ein Holzpelletswerk von Hanse-Pellet, die Europazentrale des chinesischen Fahrstuhlhersteller Diao Elevators, der mittelständische Logistikdienstleister InTime, ein Werk für Verpackungstechnik der Firma Linder, ein Zaunbaubetrieb sowie mehrere Dienstleistungsbetriebe wie Philbeys Catering, Husen Containerdienst sowie Ingenieure und Architekturbüros und ein Zustellstützpunkt der Deutschen Post haben hier eine Heimat gefunden. Dazu kommt ein Betonwerk sowie ein Teppich- und Tapetenhandel.
Überregional bekannt ist das Gewerbegebiet allerdings für seine Vielzahl an unterschiedlichen Autohäusern, die sogenannte Automeile Nordheide mit Händlern und Werkstätten der Marken Mercedes, BMW, Mini, Renault, Dacia, Seat, Opel, Audi, Porsche, Toyota, Hyundai, Fiat, Ford, Honda, Citroen, Alfa Romeo, Jeep, Kia, Mazda, Mitsubishi, Skoda und Smart.

## Persönlichkeiten
- Nicole Bracht-Bendt (* 1959), ehemalige FDP-Bundestagsabgeordnete
- Jochen Stay (1965–2022), Umweltaktivist, Friedensaktivist und Publizist, † 15. Januar 2022 in Suerhop